# Иван Шеншин
Иван Шеншин (рус. Иван Иванович Шеншин; Пенза, 1897 — Београд, 16. новембар 1944) био је српски цртач стрипова руског порекла. Био је један од цртача окупљених око Београдског круга, изванредне стрип-школе, чувене и у светским размерама. Најпознатији стрипови: "Доживљаје Мике Миша", "Манџурија у пламену", "Звонар Богородичине цркве", "Храбри војник Швејк", "Краљевић Марко", "Први пут с оцем на јутрење", "Постање света", "Волга, Волга" и "Мексико".

## Биографија
Шеншини су дио познате племићке породице из Пензе. Његов деда, Владимир Александровић нио је пријатељ Михаила Јурјевича Љермонтова, са којим се зближио у Племићком интернату Московског универзитета,а коме је пјесник посветио песму "Пријатељу В.Ш". Отац Иван Владимировичц био је позната и утицајна личност у Пензи: изабран је за почасног магистрата Городишченског округа и обављао је неколико значајних дужности. На његовој парцели саграђен је познати комплекс вила на Криму - Вила "Сан" и Вила "Ксенија" (чији је архитекта чувени Николај Краснов) Иван Шеншин био је матурант 1. Пензанске мушке гимназије и кадет Гардијског коњичког пука. За вријеме руског грађанског рата био је на Криму, одакле је 1920. евакуисан у Цариград, а потом одлази у Краљевину СХС где се настанио у Београду. Био је прво запослен у једном институту, који ће касније прерасти у једну од највећих издавачких кућа БИГЗ.
Први контакт са стрипом Шеншин је остварио још почетком 1932. године, објављујући у дјечијем листу "Весели четвртак" причу "Доживљаји Мике Миша", цртану по узору на прослављеног Дизнијевог јунака. Све до 34. броја овог недељника, када је потписао последње кадрове стрипа, Шеншин је радио и на илустровању текстуалних прилога, заједно са Сергијем Мироновичем Головченком. Мада је дебитовао знатно прије осталих домаћих аутора, Шеншин се поново враћа стрипу тек након пуних пет година, када су радови Андрије Мауровића, Ђорђа Лобачева, Николе Навојева и Валтера Нојгебауера већ увелико били познати сваком љубитељу стрипа. Свој повратак новом медију Шеншин је означио првом таблом стрипа "Манџурија у пламену", објављеном 3. септембра 1937. године у 129. броју "Мике Миша". Дефинитивно се опредељујући за реалистичан цртеж, Шеншин ће стилизацији прибјећи само у неколико случајева, али ће управо тада постићи и најбоље резултате ("Звонар Богородичине цркве" и "Храбри војник Швејк").
Сам је писао сценарија за своје радове, често користећи књижевни предложак или теме из народних приповедака и песама. Упркос чињеници да је са "Мика Мишом" сарађивао све до средине 1940. године, Шеншин је највише радова објавио у Игњачевићевом листу "Микијево царство", за који је радио непуних 15 месеци. Захваљујући изузетно великој продукцији током 1940. године, а посебно након смрти Николе Навојева (кога је наслиједио у цртању приче "Окови прошлости"), Иван Шеншин је постао главни ослонац "Микијевог царства". Тако ће и последњи број листа, чије је излажење прекинуто због избијања рата, донети наставке чак три недовршена Шеншинова стрипа "Окови прошлости" и других епизода "Краљевића Марка и "Нине Џавахе". Крај рата за Ивана Шеншина био је трагичан.
Погинуо је 16. новембра 1944. године. Према једној верзији, стрељан је због сарадње (цртање илустрација за бајке Х. К. Андерсена и браће Грим) са нацистичким Одјелењем за пропаганду Југоистока (Propaganda-Abteilung Südost). Сахрањен је на Новом гробљу у Београду.

## Стрипографија

### "Весели четвртак"
- "Доживљаји Мике Миша" 1932.

### "Мали забавник Мика Миш"
- "Син пустиње", 1937.
- "Проклети ранч" 1937.
- "Побуна на броду Норма", 1938.

### "Мика Миш"
- "Манџурија у пламену" 1937.
- "Легионар смрти" 1937/38.
- "У канџама тигра" 1938.
- "Кнез Михаило Сицки" 1938.
- "Хазават свети рат" 1938/39.
- "Хари Џаџ" 1939.
- "Звонар богородичне цркве" 1939. (према делу Виктора Игоа)
- "Мексико" 1940.
- "Тајна замка Бакон" 1940. (завршио Алексије Ранхнер)

### "Дечје време"
- "Свету се не може угодити" 1937. (према народној приповеци)

### "Микијево царство"
- "Постање света" 1939/40.
- "Храбри војник Швејк" 1940. (према делу Јарослава Хашека)
- "Храбри војник Швејк" - II епизода 1940.
- "Храбри војник Швејк" - III епизода 1940.
- "Црвени бизон" 1940.
- "Волга, Волга" 1940.
- "Волга, Волга" - II епизода 1940.
- "Први пут с оцем на јутрење" 1940. (према приповеци Лазе Лазаревића)
- "Сунчаница" 1940. (према Гундулићевом епу Осман")
- "Краљевић Марко"- епизода: "Од рођења до смрти" 1940/41.
- "Кнегињица Нина Џаваха" 1941. (према роману Лидије Чарске)
- "Чаробњак Хотабић" 1941. (према роману Л. Лагина]])
- "Нина Џаваха" - II епизода 1941. (недовршено)
- "Краљевић Марко" - II епизода 1941. (недовршено)